# Molika
Molika, bijela mura ili elov bor (Pinus peuce) je crnogorična vrsta drveća iz porodice Pinaceae.

## Izgled
Molika je oko 30 metara visoko drvo, a može narasti i do 50 metara. Ima oko 30 - 35 cm prsnog promjera. Razvija pravilnu, valjkasto zaobljenu krošnju. U višim nadmorskim visinama ima nepravilno i granato stablo.
Kora je u mladosti glatka, sivozelenkasta, a kasnije sivkasta, uzdužno ispucala na nepravilne pločice.
Korijenov sustav je jako razvijen, sastavljen od brojnih bočnih korjenova koji duboko prodiru u zemlju. Razvijena je ektotrofna mikoriza.
Pupovi su dugi oko 1 cm, smolast, po obliku okruglast i sužen u tanki šiljasti vrh. Ljuske su mu slobodne ili blago priljubljene, s tankim bjeličastim rubom.
Iglice (četine) su sivozelene, nježne, po 5 u jednom rukavcu, duge 8 do 10 cm i do 1 mm debele. Imaju 2 smolna kanala. Ostaju na granama 2 do 3 godine.
Cvjetovi su jednospolni. Muški cvjetovi su žutocrvene boje, cilindrični, u grupama od 10 do 13, dugi su 10 do 13 mm. Ženski češer se nalazi na kratkoj stapci, zelenosmeđe boje. Po obliku je jajast, dug 20 do 25 mm i širok oko 10 mm.

## Stanište
Javlja se samo na silikatnoj podlozi, a rijetko i na vapnenačkoj. Traži svježa, dosta vlažna i duboka zemljišta. 
Molika je endem središnjeg dijela Balkanskog poluotoka, pa je nalazimo u Crnoj Gori, na Kosovu, u Makedoniji, Albaniji, Bugarskoj i sjevernoj Grčkoj (Egejska Makedonija).

## Vanjske poveznice

### Ostali projekti
|  | Zajednički poslužitelj ima stranicu o temi Molika    |
|  | Zajednički poslužitelj ima još gradiva o temi Molika |
|  | Wikivrste imaju podatke o taksonu Moliki             |